# Pártmentes demokrácia
A pártmentes demokrácia (vagy pártok nélküli demokrácia) a képviseleti kormányzás egyik lehetséges változata, ahol az általános és időszakosan tartott választások a politikai pártok részvétele, vagy azokra való utalás nélkül zajlanak.

## Áttekintés
A pártok részvételével zajló választásokkal szemben – ahol a választásokon induló politikusokat azonosítják az általuk képviselt párttal – a pártmentes demokráciában a jelöltek neve mellett a választók semmilyen pártra utaló logót, jellegzetes színkombinációt, verbális utalást nem látnak, minek következtében előítéletektől mentesen megismerhetik a jelölt egyéni programját. A pártoknak működésük során a választóikkal ellentétes érdekeik keletkezhetnek, amikor szövetséget kell kötniük más pártokkal (akiket választói esetleg nem kedvelnek), vagy a pártra irányuló lobbitevékenység, külső nyomásgyakorlás, illetve olyan egyéb okokból olyan lépésekre kényszerülnek, melyek már nem szolgálják választóik érdekeit, sokkal inkább a párt vagy a párt egyes vezetőinek érdekeit. A pártok vezetése az adott párt céljait, döntéseit általában a párt képviselőin keresztül szigorúan érvényesíti, akiket a párt meghosszabbított karjaként a legtöbb esetben – sokszor a pártból való kizárás terhe mellett – utasít arra, miként szavazzon. Pártmentes demokráciában a képviselőkre – amennyiben abban nekik tetszőt találnak – az egyéni programjuk alapján szavaznak a választók, a megválasztott képviselők pedig a saját választókörzetük érdekei alapján szavazhatnak.
A pártmentes demokrácia nem kompatibilis a listás választási rendszerrel, mely folytán csak azokból válhat képviselő, akikre személy szerint, egyénileg szavaztak.
A pártmentes demokráciában csak független képviselők tevékenykedhetnek, döntéseikért egy személyben felelősek. A képviselők a politikai életben – egyéni körzetük érdekei alapján, és/vagy egyéni meggyőződésük vagy érdekeik folytán – flexibilis koalíciókat alkotnak, melyek helyi és országos ügyek mellett, avagy ellen formálódnak – majd a probléma megoldásával – szűnnek meg. A társadalmi ügyek vitáiban a véleményeket nem árnyalják a pártok népszerűségi törekvései és az a tulajdonságuk, hogy minden ilyen vitában igyekeznek állást foglalni. Mindezek nélkül a viták résztvevői valós problémákra összpontosíthatnak. A pártos médiumok létezése a pártmentes demokráciában okafogyottá válik.
Pártok jelöltjei híján a pártmentes demokráciában az önkormányzati és parlamenti képviselőjelöltek az adott választási körzet gazdasági vezetői (korporatív képviselet), vagy a helyi szellemi élet elismert személyiségei közül kerülnek ki.

## Külső hivatkozások
- Nebraszka Unicam Történelme
- Coffe Party - Pártmentes Demokrácia honlapja az USA-ban Archiválva 2021. május 8-i dátummal a Wayback Machine-ben
- Pártmentes Demokráciáért Mozgalom Magyarországon